# 1588 en France
Chronologie de la France
- 1584
- 1585
- 1586
- 1587
- 1588
- 1589
- 1590
- 1591
- 1592

## Événements
- 13 février : articles de Nancy[1]. Les Guise réunissent les chefs de la Ligue Catholique à Nancy (dont le cardinal de Bourbon) de janvier jusqu’à la mi-février. La Ligue, toute puissante à Paris et dans les principales villes du royaume refuse le compromis et présente un mémoire en onze articles au roi, véritable ultimatum  : octroi de places de sûreté, renvoi du duc d’Épernon et de son frère La Valette, publication des décrets du concile de Trente, établissement de l’Inquisition dans certaines villes, vente des biens des hérétiques. Guise demande le commandement en chef de l’armée qui doit aller faire la guerre au roi de Navarre, en Poitou[2].

- 5 mars : mort du prince Henri de Condé à Saint-Jean-d’Angely des suites de blessures reçues à Coutras, ou empoisonné par son épouse[3]. Henri de Navarre devient le principal chef protestant.

- Mars : Michel du Fay de l’Hospital, chancelier du roi de Navarre, fils de Michel de l’Hospital, est envoyé en ambassade en Hollande[4]. En avril[5], les États généraux des Provinces-Unies donnent un subside de 90 000 florins à Henri de Navarre pour lutter contre l’Espagne[6].

- 24 avril : échec de la conférence de Soissons, entre Pomponne de Bellièvre et Philibert de La Guiche, envoyés par le roi auprès du duc de Guise, en présence des cardinaux de Guise et de Bourbon[7]. quelque temps avant le duc de Guise reçoit à Soissons les émissaires du roi d’Espagne Mendoza et Moreo qui lui promettent leur soutien si la Ligue se souleve contre Henri III[2].
- 26 avril : le duc d’Épernon part prendre possession de son nouveau gouvernement de Normandie[2].

- 9 mai : appelé par les Seize, Henri, duc de Guise, entre à Paris malgré la défense du roi[8].
- 12 mai : première journée des barricades des Ligueurs, à Paris, contre Henri III[8]. La réplique armée du roi provoque l’insurrection des Parisiens qui barrent les rues avec des barriques remplies de terre. Le roi doit s’enfuir à Chartres et laisser la place au duc de Guise (13 mai)[2].

- 10 juillet : de retour à Paris, Michel de Montaigne est emprisonné par les hommes de la Ligue. Il est libéré, grâce à l’intervention de la reine Catherine de Médicis auprès du duc de Guise[9].
- 15 juillet : Henri III est contraint de signer à Rouen avec la Ligue l’Édit d’union qui confirme le traité de Nemours de juillet 1585 et renouvelle la promesse du sacre d’extirper l’hérésie, puis convoque les États Généraux à Blois[10].
- 21 juillet : le parlement de Paris enregistre l’édit d’Union[2].

- 4 août : Henri de Guise rend visite au roi à Chartres qui le nomme lieutenant général des armées du royaume[11].
- 6 août : l’Invincible Armada jette l’ancre devant Calais. La flotte anglaise profite de la nuit pour envoyer vers la flotte espagnole huit brûlots chargés de poudre et de ferraille qui sèment une panique et un désordre indescriptible[2]. C’est le début d’un grand désastre pour Philippe II d’Espagne qui perd en deux mois 80 vaisseaux et 16 000 hommes.
- 9 août : fausse annonce de la victoire de l’Armada à la cour de France[2].
- 10 août : François Normand, maire d’Angoulême, à la tête d’une troupe de Ligueurs, attaque le duc d’Épernon qui s’est retiré dans son gouvernement ; il est tué avec les autres conjurés[12].

- 6 septembre : François de Montholon, garde des sceaux (fin en 1589)[13].
- 8 septembre : la nouvelle de la défaite de l’Armada espagnole arrive à Paris[2]. Henri III congédie ses secrétaires d’État (Bellièvre, Brûlart, Pinart, Villeroy) et son chancelier (Cheverny), impopulaires ou complices des Guise[14]. François d’O (1535-1594) devient surintendant des finances[15].
- 15 septembre : règlement de Blois. Le roi nomme secrétaire d’État Louis de Revol, Martin Ruzé de Beaulieu et Arnaud d’Ossat, qui se désiste. Un règlement du 1er janvier 1589 spécialise les secrétariats d’État : Ruzé est chargé de la Maison du Roi, de la Guerre, de Paris, de l’Île-de-France et du Berry, Revol des relations extérieures. Le 22 février 1589, le roi leur adjoint Louis Potier de Gesvres (administration des provinces de Guyenne et Gascogne, Périgord, Limousin, Auvergne et Bourbonnais, Nivernais, Bourgogne, Champagne et Brie, Picardie, Normandie et Bretagne) et Pierre Forget de Fresnes (Languedoc, Provence et Dauphiné, Lyonnais, Forez et Beaujolais, Metz et pays Messin, Orléanais, Maine, Touraine, Anjou, Poitou, Saintonge et Angoumois)[16],[17].

- 1er octobre : Charles-Emmanuel Ier de Savoie, profitant des troubles intérieurs, prend le marquisat de Saluces à la France[18].
- 16 octobre: la réunion des États généraux à Blois, démontre la toute-puissance de la sainte Ligue et de son chef le duc Henri Ier de Guise. Le roi est contraint de signer une seconde fois l’Édit d’union. Il est humilié par les États, dominés par les Ligueurs, qui réclament un rôle représentatif[11].

- 6 novembre : crue de la Gère[19].

- 22 décembre : Guise présente au roi sa démission de lieutenant général du royaume[11].

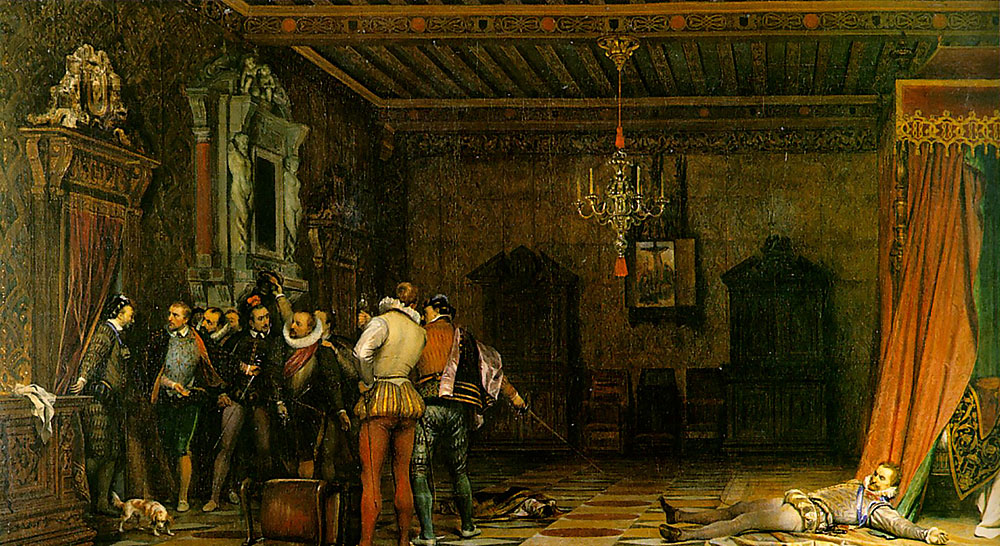
23 décembre : assassinat du duc de Guise, toile de Paul Delaroche. La Ligue, décapitée, rompt tout contact avec Henri III, déclaré tyran et traître à la cause catholique. À Paris, la ville se soulève avec les encouragements de la duchesse de Montpensier et du duc d’Aumale. La Ligue soulève la Bretagne (1588-1598), la Champagne (1588-1593), la Bourgogne (1588-1595), Rouen (1589-1594) et la Provence (1589-1593).

- 23 décembre : assassinat, à l’occasion d’une réunion des États généraux au château de Blois du duc de Guise, chef de la sainte Ligue, par sa garde des Quarante-cinq sur ordre du roi de France, Henri III[8].
- 24 décembre : assassinat, au château de Blois, au lendemain de celui de son frère, du cardinal Louis de Guise, également sur ordre d’Henri III[8].

## Naissances en 1588
- Mai : Antoine Le Nain, peintre français (1648).

## Décès en 1588
- 5 mars : Henri Ier de Bourbon-Condé, deuxième prince de Condé et chef du parti protestant.